# Anna Gzyra
Anna Gzyra-Augustynowicz (ur. 3 października 1984 w Warszawie) – polska aktorka.

## Życiorys

### Edukacja
Jest absolwentką Akademii Teatralnej w Warszawie, którą ukończyła w 2007.

### Kariera
W 2007 za rolę Felicji w przedstawieniu Pułapka na XXV Festiwalu Szkół Teatralnych w Łodzi otrzymała trzecią nagrodę Ministra Kultury i Dziedzictwa Narodowego. W tym samym roku zagrała jedną z głównych ról w filmie Jutro idziemy do kina w reż. Michała Kwiecińskiego.
Popularność przyniosła jej rola Sylwii Okońskiej w serialu M jak miłość (TVP2).

### Życie prywatne
Z poprzedniego związku ma córkę, Helenę (ur. 2011). Od 14 sierpnia 2014 jest żoną Jakuba Augustynowicza, z którym ma syna Henryka (ur. 2018).

## Filmografia
- 2003: Kolorowy sen (etiuda szkolna) – obsada aktorska
- 2005: Pensjonat pod Różą – Adela Białkowska (odc. 94-95)
- 2006–2014: M jak miłość – Sylwia Okońska
- 2006, 2016: Na Wspólnej:
  - Hanna (odc. 702, 707, 779)
  - Patrycja Kulczyńska (odc. 2343, 2352, 2358-2359, 2367, 2371, 2374, 2376)
- 2007: Świadek koronny – kobieta siedząca w restauracji (nie występuje w napisach)[3]
- 2007: Odwróceni – kobieta siedząca w restauracji (odc.3) (nie występuje w napisach)[4]
- 2007: Oskarżeni. Śmierć sierżanta Karosa (spektakl telewizyjny) – dziewczyna w ciąży / pielęgniarka / matka z synem
- 2007: Mamuśki – Jowita Małasińska (odc. 19)
- 2007: Jutro idziemy do kina – Krysia Włosowska
- 2007: Faceci do wzięcia – pacjentka (odc. 49)
- 2009: Popiełuszko. Wolność jest w nas – studentka medycyny
- 2010: Na dobre i na złe – Alicja Zarzycka, żona Jerzego (odc. 408)
- 2010: Apetyt na życie – nauczycielka Ady (odc. 11)
- 2011: Hotel 52 – Ewa Woroszyło (odc. 42)
- 2012: Przyjaciółki – Marzena, była żona Piotra (odc. 9-11, 13)
- 2014: Lekarze – Arczyńska, kobieta z wypadku (odc. 42)
- 2014: Komisarz Alex – Arleta Czarska (odc. 71)
- 2015: Singielka – Kinga Miłecka (odc. 47)
- 2015-2017, 2019: Pierwsza miłość – Antonina Kaniewska
- 2018: W rytmie serca – opiekunka osób starszych Sylwia Nowak (odc. 29)
- od 2019: Leśniczówka – psycholog Dagmara Skrzypek
- 2020: Sąsiedzkie porachunki – nauczycielka Zosia (odc. 3)
- 2021: Piękni i bezrobotni – aktorka (odc. 4)
- 2021: Komisarz Mama – sąsiadka Kamila (odc. 2)

## Spektakle
- 2015: Mayday 2 – Barbara (teatr Palladium)
- 2017: Prywatna Klinika – (teatr Imka)